# Cantó de Dreux-Est
El cantó de Dreux-Est és un cantó francès del departament d'Eure i Loir, situat al districte de Dreux. Té 9 municipis i part del de Dreux.

## Municipis
- Charpont
- Cherisy
- Dreux (part)
- Écluzelles
- Germainville
- La Chapelle-Forainvilliers
- Luray
- Mézières-en-Drouais
- Ouerre
- Sainte-Gemme-Moronval

## Història
| Data d'elecció                           | Identitat          | Partit              | Qualitat |
| ---------------------------------------- | ------------------ | ------------------- | -------- |
| 1945-1960                                | Maurice Viollette  | radical             |          |
| 1960-1967                                | Georges Rastel     | radical             |          |
| 1967-1973                                | Maurice Legendre   | SFIO, després PS    |          |
| 1973-1982                                | Jean Cauchon       | CD, després UDF-CDS |          |
| 1982-2008                                | Michel Lethuillier | RPR, després DLR    |          |
| 2008-                                    | Alain Fillon       | PS                  |          |
| les dades anteriors no són pas conegudes |                    |                     |          |
|                                          |                    |                     |          |